# Klaus Bohnsack
Klaus Bohnsack (* 21. Juli 1940 in Hannover; † 17. August 2023) war ein deutscher Fußballspieler. 

## Leben
Der gelernte kaufmännische Angestellte spielte in seiner Profi-Karriere von 1960 bis 1971 ausschließlich für Hannover 96. 1959 kam er zu den Roten. Am 29. Juni 1960 wurde er mit den Amateuren von Hannover 96 deutscher Amateurmeister. 1960 unterschrieb er einen Vertrag bei Hannover. Am 14. August 1960 kam er zu seinem ersten Einsatz in der Oberliga Nord im Spiel gegen den Heider SV, welches 2:1 auswärts gewonnen wurde. Für Hannover bestritt er von 1960 bis 1963 in der Oberliga Nord 48 Spiele, in denen er zwei Tore schoss. Der Abwehrspieler wurde in der Saison 1963/1964 in 24 Spielen in der Regionalliga Nord von Hannover eingesetzt, in denen er zwei Tore schoss. Am 28. Juni 1964 stand er in der Mannschaft, die unter dem Trainer Helmut Kronsbein mit einem 3:1 gegen den KSV Hessen Kassel den Aufstieg in die Bundesliga perfekt machte. Er bestritt nach dem Aufstieg 1964 in die ein Jahr zuvor gegründete Bundesliga 107 Bundesligaspiele und erzielte dabei ein Tor. Er galt als sehr fair, wurde jedoch einmal vom Platz verwiesen. Aufgrund einer Herzerkrankung, die er sich durch eine verschleppte Grippe zuzog, musste er 1971 vorzeitig seine Profilaufbahn beenden. Insgesamt bestritt er 201 Pflichtspiele für Hannover, in denen er sieben Tore schoss.
Nach Beendigung seiner aktiven Laufbahn arbeitete er als Angestellter bei den Stadtwerken Hannover und war als Trainer bei Borussia Hildesheim, in Ahlten und Nordstemmen sowie im Amateurbereich der Roten tätig. Von 1984 bis zum Oktober 1985 trainierte er TuS Hessisch Oldendorf.
Er war der Bruder von Gerd Bohnsack, der unter anderem den OSV Hannover und den SV Arminia Hannover trainierte und der vom 30. November 1982 bis zum 24. Oktober 1983 auch Trainer von Hannover 96 war.
Er verstarb im Alter von 83 Jahren am 17. August 2023. Hannover 96 würdigte Bohnsack und seine Verbundenheit zum Verein.